# Поле (фізика)
Фізи́чне по́ле — вид матерії на макроскопічному рівні, посередник взаємодії між частинками речовини або віддаленими одне від одного макроскопічними тілами.
Фізичне поле — особлива форма матерії, яка здійснює взаємодію між частинками, наприклад, гравітаційне поле (поле тяжіння) здійснює притягання між частинками речовини, електричне поле — притягання або відштовхування частинок речовини, заряджених електрикою різного або однакового знака (відповідно). Фізичне поле може виявлятися у вигляді окремих порцій — квантів, наприклад, електромагнітне поле — у вигляді квантів світла — фотонів.

## Загальний опис
Прикладами фізичних полів є електромагнітне поле, гравітаційне поле, слабка і сильна взаємодії.
Часто поняття «поле» застосовують до сукупності розподілених фізичних величин, як, наприклад, векторне поле швидкостей та скалярні поля тисків і температур у потоці рідини чи газу, тензорне поле механічних напружень у деформованому твердому тілі. На відміну від цих полів, які є певними збуреннями в середовищі, фізичні поля є матеріальними, тобто не потребують іншого субстрату для свого існування.
Поняття силового поля виникло у класичній механіці, яка використовує принцип далекодії, і було способом опису взаємодії між частинками речовини.
Фізичне поле набуло характеру фізичної реальності зі встановленням скінченності швидкості поширення взаємодії (електромагнітне та гравітаційне поля) і виникненням класичної електродинаміки й теорії відносності. Протиставлення речовини і поля як дискретного і неперервного було знято на рівні елементарних частинок.
Квантова теорія поля за допомогою квантування ставить кожній частинці у відповідність поле з певними трансформаційними властивостями відносно простору-часу і груп симетрій частинок.

## Поле в класичній фізиці
Ідея силового поля в класичній фізиці полягає у тому, щоб виділити в силах, які діють на фізичне тіло, множники, що характеризують тіло, і множники, що характеризують інші тіла. Наприклад, сила гравітації, що діє на тіло з масою m з боку інших тіл із масами {\displaystyle m_{j}} може бути записана згідно із законом всесвітнього тяжіння у вигляді
{\displaystyle \mathbf {F} =-\sum _{j}G{\frac {mm_{j}}{R_{j}^{3}}}\mathbf {R} _{j}},
де G — гравітаційна стала, а {\displaystyle \mathbf {R} _{j}=\mathbf {r} -\mathbf {r} _{j}} — віддаль між даним тілом і тілом з індексом j.
Виділяючи у цьому виразі масу вибраного тіла, можна записати
{\displaystyle \mathbf {F} =m\mathbf {g} },
де величина
{\displaystyle \mathbf {g} (\mathbf {r} )=-\sum _{j}G{\frac {m_{j}}{R_{j}^{3}}}\mathbf {R} _{j}}
не залежить від характеристики (маси) досліджуваного тіла.
Векторне поле {\displaystyle \mathbf {g} (\mathbf {r} )} у фізиці називають гравітаційним полем.
Аналогічним чином, для заряду q, що взаємодіє з іншими зарядами {\displaystyle q_{i}} можна записати
{\displaystyle \mathbf {F} =q\mathbf {E} },
де {\displaystyle \mathbf {E} } — векторне поле, яке називається напруженістю електричного поля й дорівнює
{\displaystyle \mathbf {E} =\sum _{j}{\frac {q_{j}}{R_{j}^{3}}}\mathbf {R} _{j}}.
В цьому випадку сила взаємодії теж записується як добуток характеристики досліджуваного тіла (заряду), а вся інформація про інші заряди зводиться до введення єдиної векторної величини — напруженості електричного поля.
Приведені визначення полів опираються на принцип далекодії та справедливі лише для класичної фізики. Якщо частинки, які визначають поле, рухатимуться, то в рамках класичної фізики досліджувана частинка моментально відчуватиме зміну їхнього положення.

## Поле у релятивістській фізиці
У теорії відносності постулюється, що усі взаємодії мають швидкість розповсюдження, що дорівнює швидкості світла. Таким чином, якщо частинка-джерело поля змінить своє положення, то інші частинки зреагують на це лише через деякий час, що залежить від відстані між ними і джерелом поля. Протягом цього часу, вони будуть рухатись так, ніби частинка діє на них зі свого старого положення. Цей уявний експеримент показує, що поле — це реальна фізична сутність, що існує окремо від частинки, що його створює, хоч і пов'язане з нею.
Таким чином, сучасна фізика побудована на принципі близькодії — частинки впливають на поле безпосередньо біля себе, і зазнають впливу поля, що знаходиться безпосередньо біля них.
Для описання поля використовується 4-потенціал Аi, перша компонента якого називається скалярним потенціалом поля (позначається як φ, або А0), а решта три — векторним потенціалом (позначається як А).
Наприклад, у випадку малих швидкостей і зарядів, рівняння руху заряду у полі запишеться як:
{\displaystyle F=e(-{\frac {1}{c}}{\frac {\partial \mathbf {A} }{\partial t}}-\operatorname {grad} \phi )+{\frac {e}{c}}[\mathbf {v} \operatorname {rot} \mathbf {A} ]},
Перший доданок, що залежить лише від величини заряду, є електричним полем, другий, що залежить також від швидкості, є магнітним, проте вони невіддільні один від одного і є частинами одного електромагнітного поля.
Математично, 4-потенціал зручно виражати за допомогою 4-тензору поля, таких як тензор електромагнітного поля і метричний тензор для гравітаційного поля.

### Інваріанти поля
Із компонент поля можна скласти вирази, що не будуть змінюватись при перетвореннях Лоренца. Для електромагнітного поля такими інваріантами є, наприклад, E2-H2 або EH. Це означає, що, якщо кут між напрямками електричного і магнітного полів у деякій точці гострий, прямий або тупий, то він лишиться гострим, прямим або тупим відповідно у будь-якій системі відліку. Якщо абсолютна величина електричного поля більша ніж у магнітного, то це справедливо у будь-якій системі відліку (і навпаки). 

### Хвилі
У електромагнітному і гравітаційному полі, існують конфігурації поля, що мають ненульову напруженість за відсутності джерел. Такі поля створюються при русі джерела поля з прискоренням (у випадку електромагнітного поля) або зі змінним прискоренням (у випадку гравітаційного), а після утворення існують незалежно від своїх джерел. Електромагнітні хвилі, у рамках корпускулярно-хвильового дуалізму, зіставляються з частинками фотонами. Гравітаційні хвилі, передбачені ще Ейнштейном, були вперше зафіксовані лише у 2015 році.

## Квантова теорія поля
У квантовій теорії поля втрачається принципова різниця між частинками (джерелами поля) і власне полем. Усі елементарні частинки у КТП вважаються квантами відповідних полів (електрони для електронного поля і т. ін.) Кожному типу частинок ставиться у відповідність комплексна функція {\displaystyle \Psi (x,y,z,t)}, квадрат якої пропорційний ймовірності знаходження частинки у деякій точці простору-часу. Ця функція називається хвильовою функцією. Поля взаємодіють між собою у кожній точці. Поля, кванти яких мають спін 1/2, називають ферміонними, і вони складають звичну нам матерію — електрони, кварки, нейтріно. Поля, кванти яких мають спін 0, 1 або 2 називають бозонними, і вони відповідають за «класичні» поля — гравітаційне, електромагнітне, а також поле ядерних сил, слабкої взаємодії і поле Хіґґса.